# Tañes
Tañes (spanisch Tanes) ist ein Ortsteil der Gemeinde Caso in Asturien, Spanien. Im Wesentlichen handelt es sich um eine Parochie mit der Kirche Santa María de Tanes und die Umgebung mit dem Pumpspeicherkraftwerk samt Stausee. Es gibt 215 Bewohner, die Fläche beträgt 35 Quadratkilometer. Der Stausee dient zur Trinkwasserbereitstellung. Das Fleckchen ist Bestandteil einer Wanderroute, wird aber auch von Bergsteigern und Kletterern zu einem Zwischenaufenthalt genutzt.